# Flévy

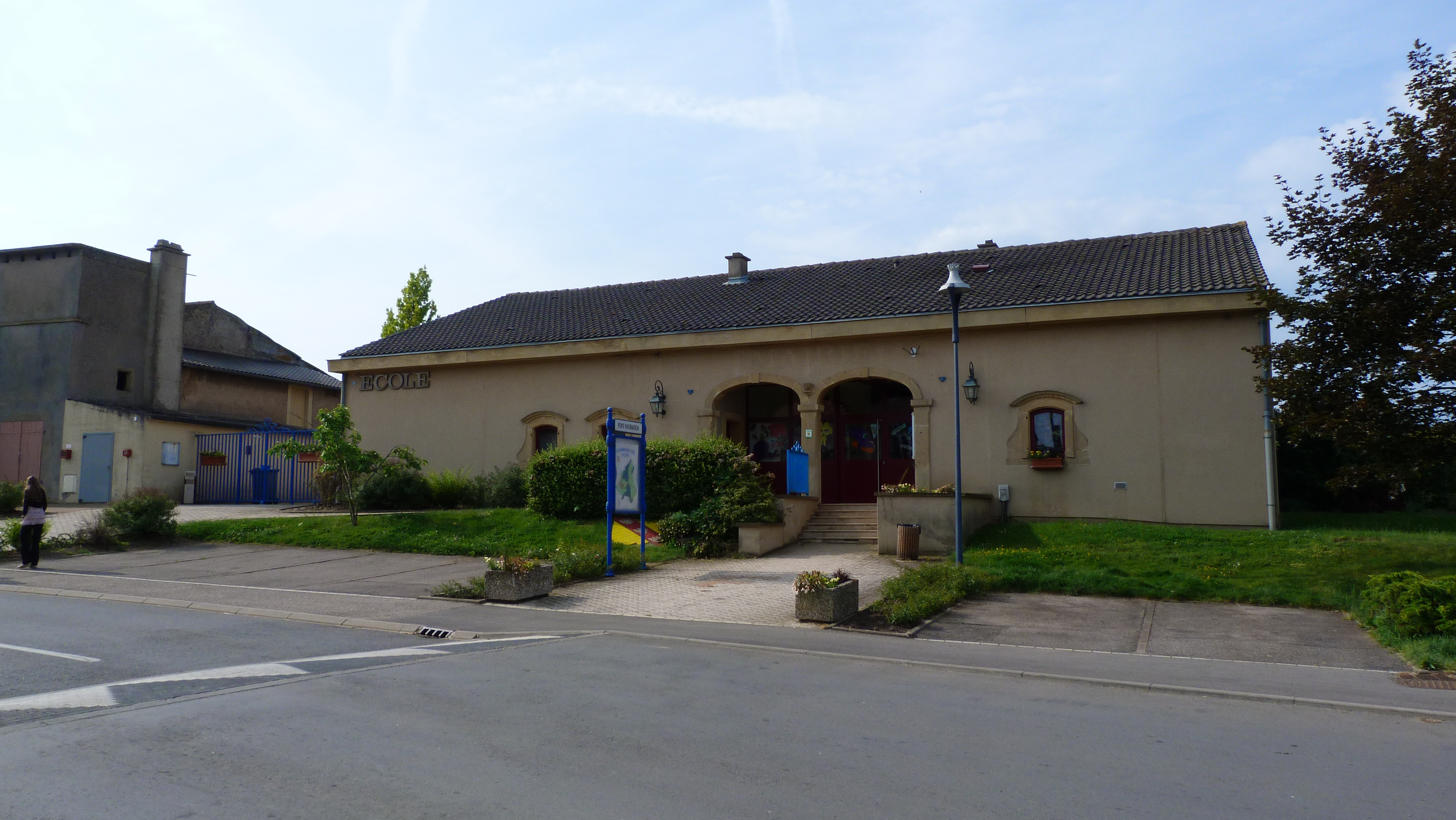
Rathaus- und Schulgebäude

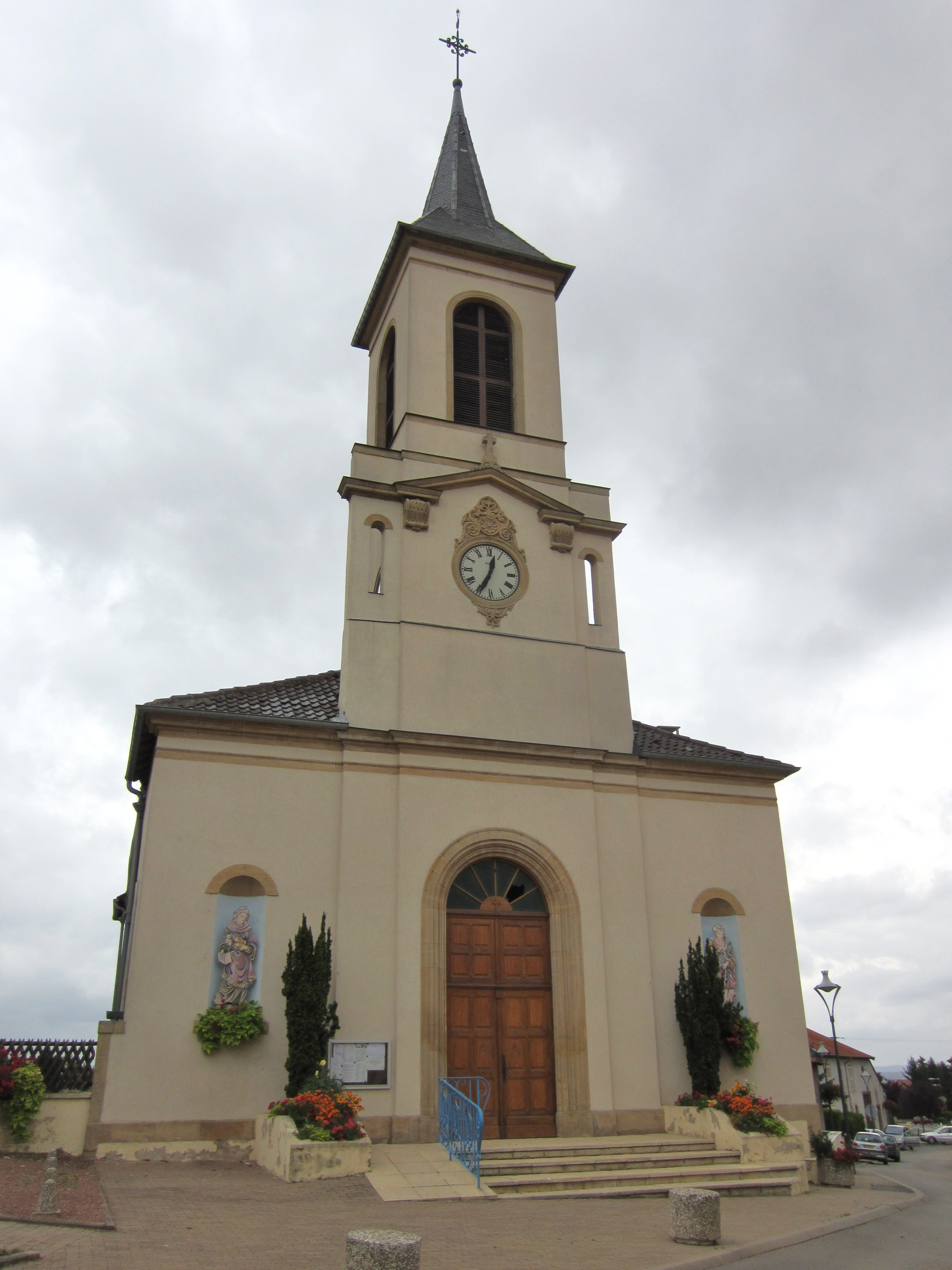
Kirche Notre-Dame

Flévy (deutsch Flaich, 1940–1944 Karlshof, lothringisch Flaiweg) ist eine französische Gemeinde mit 588 Einwohnern (Stand 1. Januar 2022) im Département Moselle in der Region Grand Est (bis 2015 Lothringen). Sie gehört zum Arrondissement Metz.

## Geographie
Die Gemeinde Flévy liegt in Lothringen, in einem Seitental der Mosel, etwa 15 Kilometer nördlich von Metz und sechs Kilometer nordwestlich von Vigy, auf einer Höhe zwischen 172 und 259 m über dem Meeresspiegel. Das Gemeindegebiet umfasst 11,52 km².

## Geschichte
Der Ort wurde erstmals im Jahr 1404 als Flaivey erwähnt. Die Ortschaft gehörte früher zum Bistum Metz. Deutsche Schreibweisen lauteten: Fleche (1468), Fleichen (1490/1513), Fleeche (1495), Fleiche (1510), Flaich (1915–1919) und Karlshof (1940–1944).
Durch den Frankfurter Frieden vom 10. Mai 1871 kam die Region an das deutsche Reichsland Elsaß-Lothringen, und das Dorf wurde dem Landkreis Metz im Bezirk Lothringen zugeordnet. Die Dorfbewohner betrieben Getreide-, Wein-, Obst- und Gemüsebau.
Nach dem Ersten Weltkrieg musste die Region aufgrund der Bestimmungen des Versailler Vertrags 1919 an Frankreich abgetreten werden. Im Zweiten Weltkrieg war die Region von der deutschen Wehrmacht besetzt.

### Demographie
| Jahr      | 1962 | 1968 | 1975 | 1982 | 1990 | 1999 | 2007 | 2019 |
| Einwohner | 309  | 318  | 370  | 381  | 424  | 494  | 567  | 546  |